# Stefanie Hubig
Stefanie Hubig (Frankfurt am Main, 1968. december 15.) német szociáldemokrata politikus és jogász, 2025-tőól Németország igazságügy  és fogyasztóvédelmi minisztere.

## Életpályája
1988 és 1993 között a Regensburgi Egyetemen tanult. 2003-ban megkapta a doktori fokozatát. 1996 és 2000 között bíróként dolgozott Ingolstadtban és ügyészként az Ingelstadt államügyésznél. 2013 és 2016 között a berlini igazságügyminisztériumban dolgozott. 2016-ban Malu Dreyer miniszterelnök Hubiget kinevezte oktatásügyi miniszterré Rajna-vidék-Pfalzban.

## Fordítás
- Ez a szócikk részben vagy egészben  a   Stefanie Hubig című német Wikipédia-szócikk fordításán alapul.  Az eredeti cikk szerkesztőit annak laptörténete sorolja fel. Ez a jelzés csupán a megfogalmazás eredetét és a szerzői jogokat jelzi, nem szolgál a cikkben szereplő információk forrásmegjelöléseként.